# Il computer con le scarpe da tennis
Il computer con le scarpe da tennis è un film  del 1969, diretto da Robert Butler prodotto dalla Disney.
È uno dei diversi film live action che utilizzano l'ambientazione del Medfield College, apparso per la prima volta nel film del 1961 Un professore fra le nuvole e nel suo sequel Professore a tuttogas.

## Trama
Dexter Riley è uno studente non molto brillante del piccolo e privato Medfield College, che non può permettersi di acquistare un computer. Egli e i suoi amici convincono il ricco imprenditore A. J. Arno a donare al college un vecchio modello. Arno è il capo segreto di un grande giro illegale di scommesse che utilizzava il computer per le sue operazioni.
Mentre installa un pezzo di ricambio durante un temporale, Riley è colpito da una scossa elettrica e diventa un computer umano. Ora possiede capacità matematiche sovrumane, riesce a leggere e a ricordare i contenuti di un volume di un'enciclopedia in pochi minuti e a parlare correntemente una lingua straniera dopo aver letto un solo libro di testo. Le sue nuove abilità ne fanno una celebrità planetaria e la migliore possibilità per Medfield di vincere  un quiz televisivo con un premio di centomila dollari.
Riley porta da solo la squadra del Medfield (composta dai suoi migliori amici, che non eccellono affatto negli studi) di vittoria in vittoria contro quelle degli altri istituti. Durante il torneo, rispondendo a una domanda pronuncia la parola "applejack", che era la parola d'ordine per accedere ai dettagli del giro illegale di Arno, i quali vengono involontariamente svelati dal ragazzo. Gli scagnozzi di Arno rapiscono Riley e progettano di ucciderlo, ma i suoi amici l'aiutano a fuggire localizzando la casa in cui è tenuto prigioniero, spacciandosi per imbianchini per riuscire a entrarvi, e facendolo uscire nascosto in un grosso baule.  Durante la fuga va incontro ad una commozione cerebrale: a causa di ciò nella finale del torneo contro la rivale università statale di Springfield, subisce un graduale ritorno alla normalità delle sue capacità mentali, tuttavia, uno dei suoi amici, Schuyler, è in grado di rispondere alla domanda finale ("Una cittadina del Middle West si trova esattamente in una zona considerata il centro geografico degli Stati Uniti. Per 10 punti e 100 000 dollari vogliamo sapere il nome di quella città") con Lebanon, nel Kansas". Il Medfield vince il premio di centomila dollari. Arno e i suoi scagnozzi vengono arrestati quando, inseguendo i ragazzi che hanno portato via Riley, rimangono coinvolti in un incidente stradale con un'auto della polizia.

## Produzione

### Titoli di testa
La sequenza animata dei titoli di testa, realizzata dall'artista britannico degli effetti speciali Alan Maley (che avrebbe poi vinto il premio Oscar di categoria), riproduce l'aspetto della computer grafica dell'epoca utilizzando un'animazione a passo uno di ritagli di carta. È stata citata come uno dei primi esempi di "computational kitsch".

## Accoglienza

### Incassi
Il film incassò 5,5 milioni di dollari tra Stati Uniti e Canada.

### Critica
A. H. Weiler del New York Times scrisse: "Questo 'Computer' non è come quelli prodotti dall'IBM ma è familiare, amabile, eccitante come il porridge e freddo e prevedibile come un qualsiasi episodio televisivo di mezz'ora per un pubblico di famiglie." Gene Siskel del Chicago Tribune riferì: "Mi sono goduto abbastanza 'Il computer con le scarpe da tennis', e sospetto piacerà anche ai ragazzini di 14 anni" Arthur D. Murphy di Variety apprezzò il film in quanto "sopra la media dell'intrattenimento per famiglie, innalzato in gran misura dalla frizzante, ma mai ostentata, regia di Robert Butler, dai telefilm al suo debutto [cinematografico]." Kevin Thomas del Los Angeles Times scrisse che "la produzione Disney ha fatto propria una magnifica possibilità per fare della satira tagliente solo per appiattirla pigiandola nella sua 'innocua' formula che le è familiare. Purtroppo, il risultato è che il film stesso finisce col sembrare fatto da un computer."
Il film ha un tasso d'approvazione del 50% su Rotten Tomatoes, sulla base di sei recensioni.

## Sviluppi successivi
Il film ebbe due seguiti: Spruzza, sparisci e spara e L'uomo più forte del mondo, sempre con Kurt Russell, oltre a un remake per la tv, nel 1995, con Kirk Cameron.
Altri film di Disney Channel con simili elementi di trama sono Mio fratello Chip e i suoi seguiti, che furono trasmessi tra la fine degli anni Ottanta e l'inizio dei Novanta, basati sulla serie di romanzi Not Quite Human.